# Laudio
Laudio (ufficialmente, Laudio/Llodio) è un comune spagnolo situato nella comunità autonoma dei Paesi Baschi.

## Amministrazione

### Gemellaggi
- Somoto